# De dood van apotheker Dekkinga
De dood van apotheker Dekkinga is een Nederlandse film uit 1950 van Theo Jacobs in zwart-wit. Het is gebaseerd naar het boek De dood van apotheker Dekkinga van Tjeerd Adema uit 1943, ook werd er een hoorspel op radio 2 uitgezonden. De film ging in roulatie op 21 juli 1950 en werd uitgebracht door Filmfabriek Filca uit Leiden.

## Verhaal
De apotheker Dekkinga probeert zijn hoofd boven water te houden met duistere zaakjes. Zo mengt hij drop met water om het daarna als bijvoorbeeld hoestdrank te verkopen tegen een wat duurdere prijs. Op een dag komt een van zijn assistentes achter zijn wandaden en daarop slaat Dekkinga haar per ongeluk dood en neemt hij de benen. Dekkinga belandt dan op een huifkar en raakt dan in gesprek met de bestuurder, deze vindt dat apothekers misdadigers zijn (zonder dat hij weet dat Dekkinga er een is). Dekkinga raakt hier depressief van en neemt het drastische besluit om zijn dood in scène te zetten, hij vindt het lijk van een dode journalist en besluit zijn identiteitspapieren te verwisselen. Kort daarna is hij toeschouwer van zijn eigen begrafenis.

## Rolverdeling
| Acteur              | Personage          |
| ------------------- | ------------------ |
| Theo Jacobs         | apotheker Dekkinga |
| Rita Heil           | Alida              |
| Adelheid Grimbergen | Anastatia          |
| Giel Smal           | landloper          |
| Lizy Martin         | de Krokodil        |